# عزلة الاخلود (إب)

تعديل مصدري - تعديل

عزلة الاخلود هي إحدى عزل مديرية السبرة في محافظة إب اليمنية ويبلغ تعداد سكانها 2563 نسمة حسب التعداد السكاني في اليمن لعام 2004.